# FCA India Automobiles
FCA India Automobiles Ltd è una sussidiaria di Stellantis, precedentemente della Fiat Group Automobiles S.p.A..

## Storia
Fiat India Automobiles Limited (FIAL) venne fondata il 2 gennaio 1997. Lo Stabilimento occupa circa 2.600 dipendenti a Ranjangaon, Pune, distretto di Maharashtra. Il definitivo accordo sulla joint-venture tra Fiat e Tata Motors fu siglato il 29 ottobre 2007. Fiat vendeva già le 1100, 124 e Uno in India, sotto licenza alla Premier Automobiles Limited.
Nel 2017 parte la produzione della Jeep Compass con guida a destra esportata globalmente.
Nel 2022 inizia la produzione del Grand Cherokee (WL) e del Jeep Meridian.

## Automobili prodotte

### Auto in produzione
| Foto | Marca | Modello             | Inizio produzione |
| ---- | ----- | ------------------- | ----------------- |
|      | Jeep  | Compass             | 2017              |
|      | Tata  | Nexon               | 2017              |
|      | Jeep  | Wrangler (JL)       | 2020              |
|      | Tata  | Punch               | 2021              |
|      | Jeep  | Grand Cherokee (WL) | 2022              |
|      | Jeep  | Meridian            | 2022              |

### Auto fuori produzione
| Foto | Marca | Modello   | Inizio produzione | Fine produzione |
| ---- | ----- | --------- | ----------------- | --------------- |
|      | Fiat  | Uno       | 1996              | 2002            |
|      | Fiat  | Siena     | 1999              | 2004            |
|      | Fiat  | Palio     | 2001              | 2010            |
|      | Fiat  | Adventure | 2002              | 2007            |
|      | Fiat  | Weekend   | 2002              | 2005            |
|      | Fiat  | Petra     | 2004              | 2008            |
|      | Fiat  | Punto     | 2008              | 2014            |
|      | Fiat  | Linea     | 2009              | 2018            |
|      | Fiat  | Punto Evo | 2014              | 2018            |
|      | Fiat  | Avventura | 2014              | 2018            |

## Vendite
FIAT nel 2009 ha venduto 23.551 veicoli L'anno precedente 6.897 veicoli.